# Seseli fedtschenkoanum
Seseli fedtschenkoanum är en flockblommig växtart som beskrevs av Eduard August von Regel och Johannes Theodor Schmalhausen. Seseli fedtschenkoanum ingår i släktet säfferötter, och familjen flockblommiga växter.

## Underarter
Arten delas in i följande underarter:
- S. f. fedtschenkoanum
- S. f. kokanicum